# Europese kampioenschappen powerlifting 2022 (klassiek)
De Europese kampioenschappen powerlifting 2022 waren door de European Powerlifting Federation (EPF) georganiseerde kampioenschappen voor powerlifters. De 45e editie van de Europese kampioenschappen vond plaats in de Poolse Skierniewice van 27 november tot en met 4 december 2022.

## Uitslagen

### Heren
| klasse  | Goud                  | Zilver                  | Brons                    |
| ------- | --------------------- | ----------------------- | ------------------------ |
| -53 kg  | Andrei Georgescu      | Andrei Georgescu        | Andrei Georgescu         |
| -59 kg  | Ivan Campano Diaz     | Viliam Kovac            | Kemal Ergin              |
| -66 kg  | Arthur Hauet          | Tenho Talvensaari       | Hubert Zaręba            |
| -74 kg  | Carl Johansson        | Alberto Herraiz Frances | Marcos Albaladejo Castro |
| -83 kg  | Edoardo Mazzucchielli | Nathan Gevao            | Guillaume Parisot        |
| -93 kg  | Richmond Baiden       | Andrea Cicero           | Jack Hopkins             |
| -105 kg | Antonio Perez Barros  | Melvin Conteh           | Budai Kristóf Bence      |
| -120 kg | Anton Wasser          | Anders Brøten Lillemoe  | Kilary Szilard Bereczki  |
| +120 kg | Temur Samkharadze     | Alexander Renner        | Nuuti Mansukoski         |

### Dames
| klasse | Goud              | Zilver                 | Brons                        |
| ------ | ----------------- | ---------------------- | ---------------------------- |
| -47 kg | Tiffany Chapon    | Stéphanie Legard       | Ana Lores Fernandez          |
| -52 kg | Noémie Allabert   | Pleun Dekkers          | Aleksandra Aranitovic        |
| -57 kg | Bobbie Butters    | Alessandra Cernigliaro | Sopiko Kvantchiani           |
| -63 kg | Chiara Bernardi   | Sara Naldi             | Elisabeth Belden Signe       |
| -69 kg | Ivana Horna       | Marte Kjenner          | Annie Nelson                 |
| -76 kg | Sophia Ellis      | Lea Schreiner          | Sara Sanchez-Manjavacas Ruiz |
| -84 kg | Agata Sitko       | Kristin Þórhallsdóttir | Ziana Azariah                |
| +84 kg | Sonita Muluh Kyen | Emelie Leach           | Amélie Mierger               |